# 彩毛腿蜂鳥
是一種哥倫比亞特有的蜂鳥，因其數目稀有，目前在IUCN紅色名錄內被列為極危物種。
2005年，施華洛世奇的贊助促使了美國鳥類保護協會（American Bird Conservancy）及哥倫比亞鳥類保護基金會（Colombia's Fundacion ProAves）得以在彩毛腿蜂鳥的棲地建立一保護區。
據估計，此種目前在全球的數目約在50至250對成鳥之間。

## 外部連結
- ARKive上的彩毛腿蜂鳥的圖像